# تانجونغ (بينانغ)
تانجونغ (بالإنجليزية: Tanjung Pinang)‏ هي مدينة تقع في إندونيسيا في جزر رياو. يقدر عدد سكانها بـ 192,493 نسمة ومساحتها 812.7 كم2 وترتفع عن سطح البحر 18 متر.